# Pallacanestro Vigarano 2020-2021
Questa voce raccoglie le informazioni riguardanti la Pallacanestro Vigarano nelle competizioni ufficiali della stagione 2020-2021.

## Stagione
La stagione 2020-2021 della Pallacanestro Vigarano, sponsorizzata Dondi Multistore, è stata la settima che ha disputato in Serie A1 femminile.

## Verdetti stagionali
- Serie A1: (24 partite)

stagione regolare: 14º posto su 14 squadre (2-22);
- Supercoppa italiana: (1 partita)

Quarti di finale persi contro Schio (52-108).

## Rosa
|    | Naz.                                              | Ruolo | Sportivo             | Anno | Alt. |  |        |
| -- | ------------------------------------------------- | ----- | -------------------- | ---- | ---- |  | ------ |
| 0  | Italia (bandiera)                                 | A     | Elisa Policari       | 1997 | 185  |  | [ 3 ]  |
| 2  | Italia (bandiera)                                 | A     | Cecilia Albano       | 1996 | 184  |  |        |
| 2  | Italia (bandiera)                                 | PG    | Elena Bestagno       | 1991 | 177  |  | [ 4 ]  |
| 4  | Stati Uniti (bandiera)                            | C     | Ja'Tavia Tapley      | 1997 | 191  |  |        |
| 5  | Italia (bandiera)                                 | PG    | Arianna Landi        | 1996 | 178  |  | (cap.) |
| 6  | Italia (bandiera)                                 | G     | Giulia Sorrentino    | 1998 | 176  |  |        |
| 8  | Italia (bandiera)                                 | P     | Carolina Valensin    | 2000 | 175  |  |        |
| 9  | Russia (bandiera)                                 | G     | Ol'ga Pronkina       | 2004 | 179  |  |        |
| 10 | Italia (bandiera)                                 | P     | Francesca Colantoni  | 2003 | 164  |  |        |
| 11 | Argentina (bandiera)                              | G     | Macarena Rosset      | 1991 | 178  |  | (cap.) |
| 14 | Italia (bandiera)                                 | G     | Rachele Bagnoli      | 2003 | 168  |  |        |
| 15 | Italia (bandiera)                                 | C     | Margherita Migani    | 2004 | 151  |  |        |
| 16 | Italia (bandiera)                                 | A     | Victoria Farina      | 2003 | 172  |  |        |
| 17 | Stati Uniti (bandiera) · Italia (bandiera)        | C     | Maria Laterza        | 1989 | 191  |  | [ 7 ]  |
| 18 | Italia (bandiera)                                 | P     | Gaia Castelli        | 2006 | 151  |  |        |
| 21 | Ucraina (bandiera)                                | A     | Tetjana Jurkevičus   | 1995 | 181  |  |        |
| 22 | Senegal (bandiera) · Italia (bandiera)            | C     | Jeannette Guilavogui | 1997 | 184  |  | [ 8 ]  |
| -  | Macedonia del Nord (bandiera) · Italia (bandiera) | A     | Matea Atanasovska    | 2002 | 182  |  |        |
| 44 | Italia (bandiera)                                 |       | Bianca Albieri       | 2006 |      |  |        |
| 66 | Macedonia del Nord (bandiera) · Italia (bandiera) | A     | Elena Tasevska       | 2002 | 186  |  |        |
| 99 | Italia (bandiera)                                 |       | Rebecca Mandini      | 2006 |      |  | [ 9 ]  |
| 99 | Serbia (bandiera)                                 | G     | Anja Marinkovic      | 1998 | 173  |  | [ 10 ] |

## Statistiche

### Statistiche di squadra
| Competizione        | Punti | In casa | In casa | In casa | In casa | In casa | In trasferta | In trasferta | In trasferta | In trasferta | In trasferta | Totale | Totale | Totale | Totale | Totale | Totale |
| Competizione        | Punti | G       | V       | P       | Ptf     | Pts     | G            | V            | P            | Ptf          | Pts          | G      | V      | P      | Ptf    | Pts    | Diff.  |
| ------------------- | ----- | ------- | ------- | ------- | ------- | ------- | ------------ | ------------ | ------------ | ------------ | ------------ | ------ | ------ | ------ | ------ | ------ | ------ |
| Serie A1            | 4     | 12      | 2       | 10      | 796     | 989     | 12           | 0            | 12           | 735          | 1023         | 24     | 2      | 22     | 1531   | 2012   | -481   |
| Supercoppa italiana |       | -       | -       | -       | -       | -       | 1            | 0            | 1            | 52           | 108          | 1      | 0      | 1      | 52     | 108    | -56    |
| Totale              |       | 12      | 2       | 10      | 796     | 989     | 13           | 0            | 13           | 787          | 1131         | 25     | 2      | 23     | 1583   | 2120   | -537   |

### Statistiche delle giocatrici
Campionato (stagione regolare e play-off)
| Giocatrice           | Partite | Partite | Min. | Pun | Tiri da 2 | Tiri da 2 | Tiri da 2 | Tiri da 3 | Tiri da 3 | Tiri da 3 | Tiri Liberi | Tiri Liberi | Tiri Liberi | Rimbalzi | Rimbalzi | Rimbalzi | Palle | Palle | Stopp. | Stopp. | Ass | Falli | Falli | Val. |
| Giocatrice           | Pr      | PG      | Min. | Pun | R         | T         | %         | R         | T         | %         | R           | T           | %           | D        | O        | T        | P     | R     | S      | D      | Ass | F     | S     | Val. |
| -------------------- | ------- | ------- | ---- | --- | --------- | --------- | --------- | --------- | --------- | --------- | ----------- | ----------- | ----------- | -------- | -------- | -------- | ----- | ----- | ------ | ------ | --- | ----- | ----- | ---- |
| Cecilia Albano       | 24      | 24      | 459  | 129 | 26        | 79        | 33        | 20        | 60        | 33        | 17          | 30          | 57          | 49       | 27       | 76       | 34    | 14    | 4      | 5      | 21  | 60    | 24    | 65   |
| Bianca Albieri       | 1       | 1       | 1    | 0   |           |           |           |           |           |           |             |             |             |          |          |          |       |       |        |        |     |       |       |      |
| Rachele Bagnoli      | 10      | 3       | 2    | 0   |           |           |           |           |           |           |             |             |             |          |          |          |       |       |        |        |     | 1     |       | -1   |
| Elena Bestagno       | 20      | 20      | 592  | 130 | 33        | 98        | 34        | 12        | 42        | 29        | 28          | 37          | 76          | 39       | 10       | 49       | 43    | 20    |        | 6      | 72  | 50    | 52    | 132  |
| Gaia Castelli        | 24      | 10      | 29   | 8   | 3         | 5         | 60        | 0         | 2         | 0         | 2           | 4           | 50          | 1        |          | 1        | 1     | 1     |        |        | 1   | 2     | 3     | 5    |
| Francesca Colantoni  | 12      | 2       | 2    | 0   |           |           |           |           |           |           |             |             |             |          |          |          |       |       |        |        |     |       |       |      |
| Victoria Farina      | 9       | 2       | 2    | 0   |           |           |           |           |           |           |             |             |             |          |          |          |       |       |        |        |     |       |       |      |
| Jeannette Guilavogui | 10      | 10      | 79   | 25  | 11        | 25        | 44        | 0         | 2         | 0         | 3           | 5           | 60          | 6        | 11       | 17       | 11    | 4     |        | 2      | 2   | 13    | 7     | 15   |
| Tetjana Jurkevičus   | 24      | 24      | 780  | 218 | 83        | 200       | 42        | 8         | 26        | 31        | 28          | 53          | 53          | 204      | 89       | 293      | 58    | 43    | 11     | 24     | 31  | 77    | 54    | 357  |
| Arianna Landi        | 13      | 13      | 279  | 42  | 12        | 30        | 40        | 2         | 21        | 10        | 12          | 30          | 40          | 26       | 12       | 38       | 23    | 15    |        | 1      | 25  | 23    | 28    | 48   |
| Maria Laterza        | 8       | 8       | 183  | 69  | 28        | 54        | 52        | 1         | 7         | 14        | 10          | 16          | 62          | 25       | 14       | 39       | 18    | 7     | 1      | 4      | 5   | 30    | 11    | 48   |
| Rebecca Mandini      | 4       | 1       | 1    | 0   |           |           |           |           |           |           |             |             |             |          |          |          |       |       |        |        |     |       |       |      |
| Anja Marinkovic      | 6       | 6       | 140  | 79  | 14        | 26        | 54        | 14        | 46        | 30        | 9           | 10          | 90          | 4        |          | 4        | 4     | 4     | 1      |        | 6   | 11    | 12    | 44   |
| Margherita Migani    | 24      | 7       | 10   | 2   | 1         | 1         | 100       |           |           |           |             |             |             | 1        |          | 1        |       |       |        | 1      | 1   |       |       | 5    |
| Elisa Policari       | 5       | 5       | 141  | 60  | 15        | 27        | 56        | 8         | 22        | 36        | 6           | 7           | 86          | 15       | 9        | 24       | 11    | 10    |        | 3      | 8   | 16    | 9     | 60   |
| Macarena Rosset      | 24      | 22      | 772  | 326 | 86        | 210       | 41        | 21        | 78        | 27        | 91          | 105         | 87          | 66       | 21       | 87       | 73    | 29    | 7      | 5      | 84  | 45    | 98    | 309  |
| Giulia Sorrentino    | 24      | 24      | 513  | 175 | 54        | 143       | 38        | 7         | 37        | 19        | 46          | 59          | 78          | 25       | 6        | 31       | 30    | 22    | 6      |        | 12  | 33    | 59    | 98   |
| Ja'Tavia Tapley      | 15      | 15      | 447  | 178 | 68        | 170       | 40        | 2         | 9         | 22        | 36          | 56          | 64          | 69       | 22       | 91       | 43    | 17    | 7      | 6      | 12  | 50    | 43    | 118  |
| Carolina Valensin    | 23      | 23      | 369  | 90  | 21        | 49        | 43        | 14        | 42        | 33        | 6           | 12          | 50          | 24       | 5        | 29       | 10    | 16    | 3      |        | 14  | 25    | 18    | 67   |